# Savran
Savran (în ucraineană Саврань) este așezarea de tip urban in raionului Bârzula din regiunea Odesa, Ucraina. 

## Istorie
Primii oameni care s-au așezat sedentar pe teritoriul localității de astăzi, au fost agricultorii culturii Cucuteni, la confluența mileniilor V - IV î.Hr.
Odată cu migrația popoarelor, teritoriul dat este invadat pe rând de huni, gepizi, sciți, pecenegi și cumani.
De la mijlocul secolului al XIV teritoriul aferent regiunii date revine Marelui Ducat Lituanian, servind drept o zonă de tampon între acesta și Hoarda de Aur.
Ca urmare a războiului Ruso-Austro-Turc din 1787–1792, interfluviul dintre Nistru și Bugul de Sud este cedat de Imperiul Otoman, celui Rus, iar numeroasa populație românească din regiune este sortită la noi subjugări, în cele din urmă mulți români ca urmare a politicii de rusificare își pierd limba și identitatea.
Între anii 1924 - 1991, orașul servește drept centru administrativ pentru raionul omonim al RSS Ucrainene, din 1991, în componența regiunii Odesa a Ucrainei modernă.

## Demografie
Componența lingvistică a localității Savran
     Ucraineană (95,71%)
     Rusă (3,64%)
     Alte limbi (0,65%)
Conform recensământului din 2001, majoritatea populației orașului Savran era vorbitoare de ucraineană (95,71%), existând în minoritate și vorbitori de rusă (3,64%).

## Personalități
- Alexandru Mulear (1922–1994) - compozitor sovietic moldovean, supraviețuitor al Holocaustului